# Seeschloß Pichelsberg

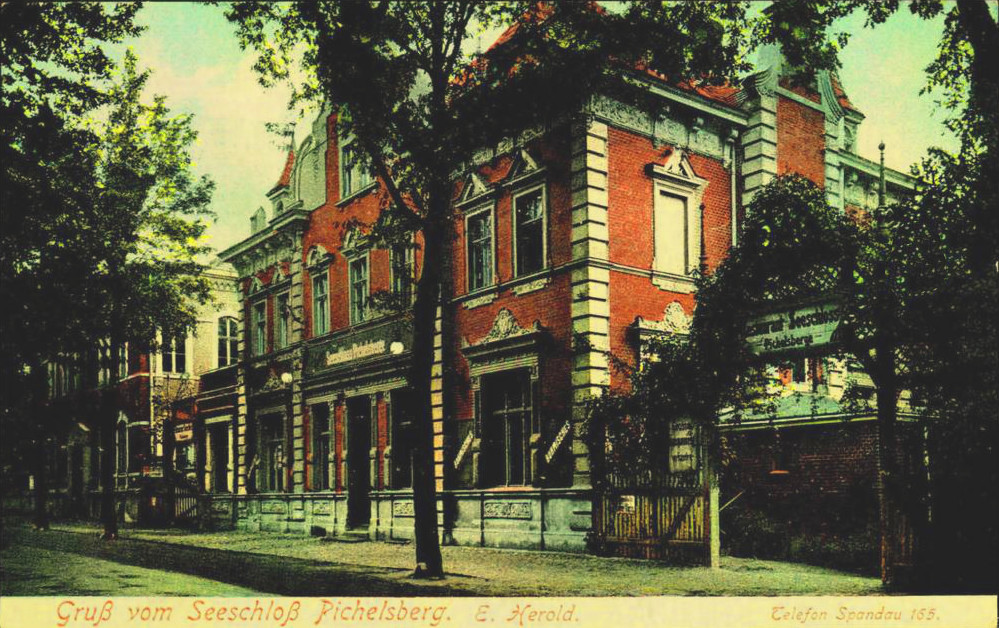
Seeschloss Pichelsberg am Stößensee

Das Seeschloss Pichelsberg war ein beliebtes Ausflugslokal am Stößensee in Berlin-Westend.

## Kaiserreich

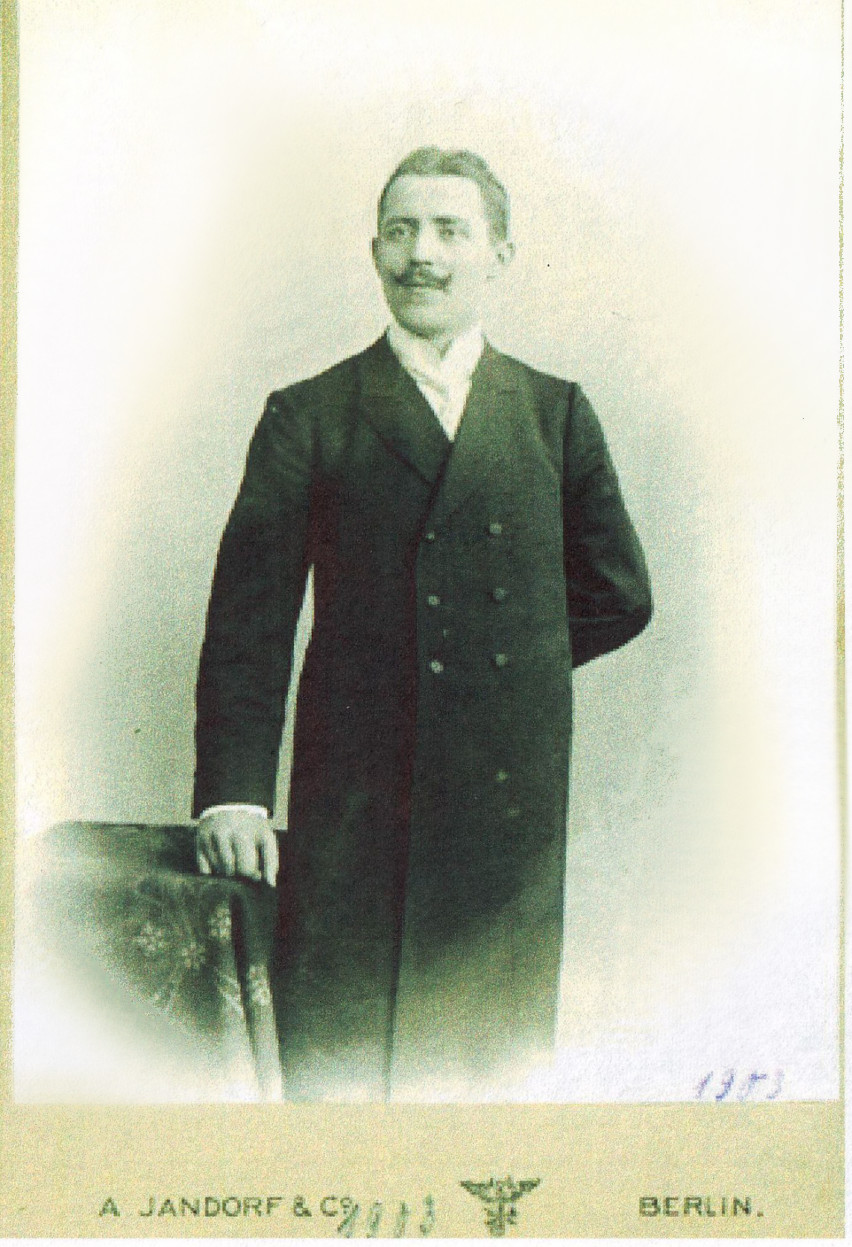
Erwin Herold (1876–1950)

Von 1899 bis 1900 errichtete Conrad Herold, dessen Anwesen sich vom Seeufer bis hinauf zum Pichelsberg zog, für seinen Sohn Erwin Conrad Hans Herold (* 18. Dezember 1876 in Berlin; † 7. Dezember 1950 in Bartelshof bei Alt Thymen) das bekannte Ausflugslokal Seeschloß Pichelsberg am Stößensee. Die im Kaiserreich beliebte Ausflugsgaststätte stand auf einem rund 10.000 m² umfassenden Gelände, das über eine 160 Meter lange Wasserfront am Stößensee verfügte. Der Tanzsaal, der bis zu 1000 Besucher fassen konnte, war mit den kostbaren sogenannten Monhauptschen Glasmalereien geschmückt. Hierbei handelte es sich um ca. 60 Einzelbildnisse aus dem Stammbaum des Erbprinzen Bernhard von Meiningen, die um 1888 entstanden sein sollen. Conrad Herold hatte die Fenster bei einer Auktion um 1899 für 2100 Mark erworben.
Um den Bau des Seeschlosses zu finanzieren, hatte Conrad Herold bei der A. Busse & Co. A. G. in Berlin ein Darlehen aufgenommen, das er jedoch nicht mehr zurückzahlen konnte. Seinen weitläufigen Besitz um den Pichelsberg hatte er bereits ab Beginn der 1890er-Jahre beliehen, das Seeschloß Pichelsberg erwirtschaftete nicht die notwendigen Mittel. Nach dem Tod des Conrad Herold zum Ende des Kaiserreichs kam es daher zur Zwangsversteigerung über den Besitz, der jetzt vollständig auf die A. Busse & Co. A. G. in Berlin überging.

## Weimarer Republik und Drittes Reich
Die A. Busse & Co. A. G. in Berlin verkaufte am 23. Dezember 1920 einen Teil des Geländes an die Pichelsbergerhöhe Grundstücksgesellschaft mbH. In den Kriegswirren beim Kampf um Berlin wurde das Seeschloss Pichelsberg geplündert und der Saal mit den Glasfenstern zerstört.

## Nach 1945

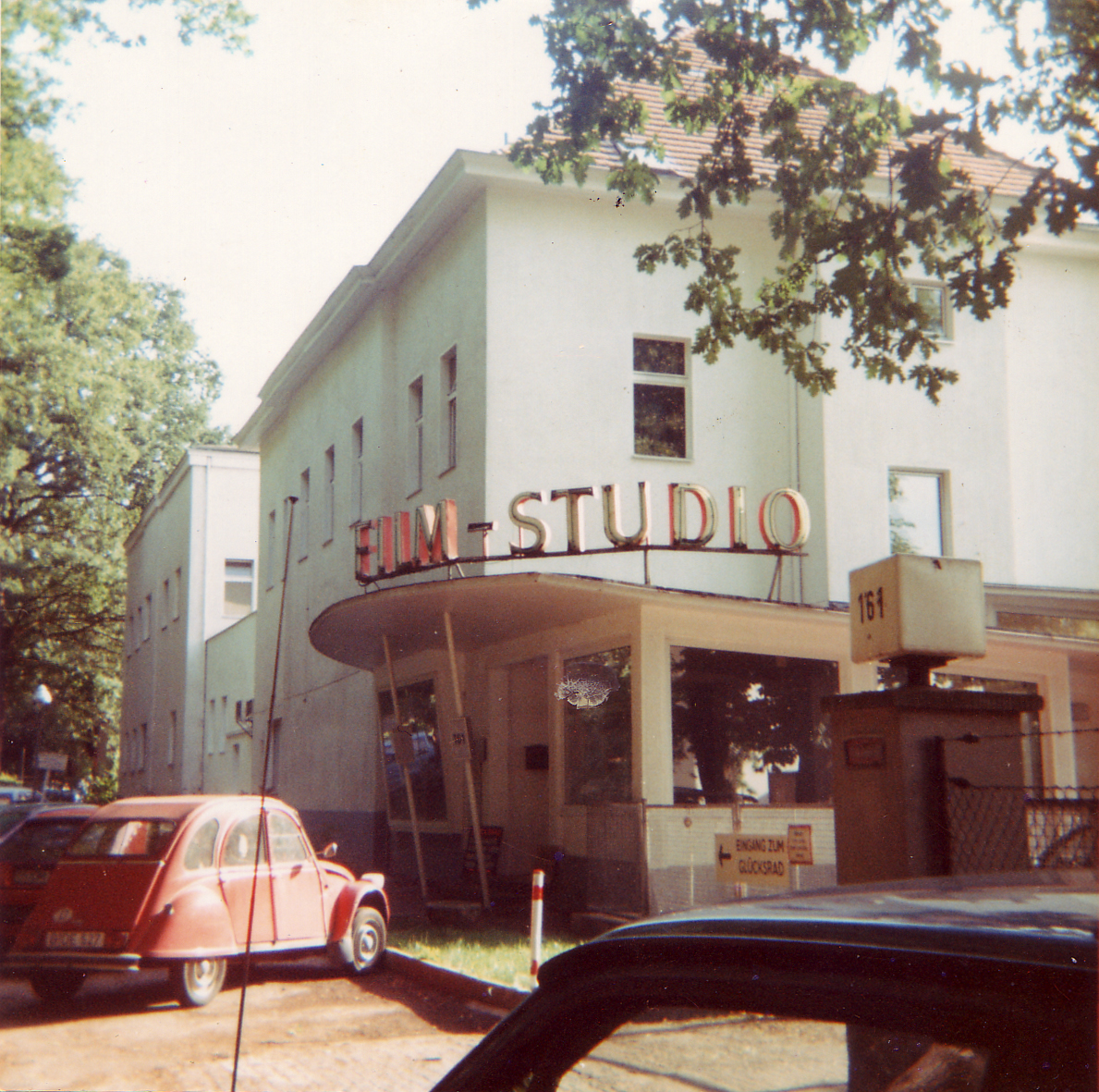
Filmstudios an der Havelchaussee, 1992

Noch im April 1953 wurde das Seeschloss Pichelsberg als Flüchtlingsheim verwendet, im selben Jahr pachtete jedoch die Universum Film AG das Ausflugslokal als Ausweich-Atelier. Doch bereits im Jahr 1956 übernahm der Produzent Gero Wecker mit der Arca-Filmgesellschaft aus Göttingen die Studios. Nach der deutsch-deutschen Wiedervereinigung wurden im Filmstudio Havelchaussee im ehemaligen Seeschloss Pichelsberg neben Fernsehproduktionen auch Filme gedreht, so z. B. im Jahr 2005 der Film Enigma von Volker Schlöndorff.